# Mildstedt
Mildstedt (dänisch Mildsted, nordfriesisch: Mälst) ist eine Gemeinde im Kreis Nordfriesland in Schleswig-Holstein. Die Ortschaft Rosendahl (dä: Rosendal oder auch Hundeshale) liegt im Gemeindegebiet, außerdem Mildstedthof und Lurup sowie Schwesing-Bahnhof.

## Geografie

### Geografische Lage
Das Gemeindegebiet von Mildstedt erstreckt sich am südlichen Geesthang des zur Schleswigschen Geest zählenden Naturraums der Bredstedt-Husumer Geest. Südlich angrenzend befindet sich die sogenannte Südermarsch südöstlich von Husum.
Im Gemeindegebiet befindet sich der Naturerlebnisraum Mühlenau/Mildstedter Tannen mit seinem namensgebenden Bach (Husumer) Mühlenau. Das Gewässerbett befindet sich im nördlichen Gemeindegebiet und nimmt als Vorfluter teilweise auch gemeindliche Gewässer auf. Von der Mühlenau werden sie in westlicher Richtung nach Querung des Stadtgebiets von Husum in das Wattenmeertief Heverstrom weitergeleitet.

### Gemeindegliederung
Siedlungsgeografisch lässt sich die Gemeinde in mehrere Wohnplätze gliedern. Neben dem Kirchdorf gleichen Namens befinden sich ebenfalls das Dorf und Ortsteil Rosendahl und die beiden Streusiedlungen Mildstedtfeld und Rosendahlfeld im Gemeindegebiet, daneben auch die Höfesiedlung Lurup.

### Nachbargemeinden
An Mildstedt angrenzende Gemeindegebiete sind:
| Husum (OT Osterhusum) | Schwesing                                   |         |
| Husum (OT Rödemis)    | Kompassrose, die auf Nachbargemeinden zeigt | Rantrum |
|                       | Südermarsch                                 |         |

## Geschichte
Mildstedt, das sich an der Grenze zwischen friesischer und jütischer Besiedlung befindet, wurde 1304 erstmals erwähnt. Die Kirche St. Lamberti wurde bereits vor 1200 erbaut. Der Ort war im Mittelalter ein Handelszentrum in der Südergoesharde, und er hatte seinerzeit eine größere Bedeutung als Husum, das erst 1431 eine eigene Kapelle erhielt.
Die Ortschaft Rosendahl wurde 1438 erstmals unter dem Namen Hundeshål erwähnt. Der Name geht als Terrainbezeichnung in übertragenem Sinne auf die dänischen Worte für Hund (hund) und Schwanz (hale) zurück. In der Neuzeit wurde der Ort in Rosendahl (für Rodungstal) umbenannt.
Im Verlauf des Großen Nordischen Krieges (1700–1721) zogen schwedische Truppen unter Feldmarschall Magnus Stenbock im Januar 1713 in das Herzogtum Schleswig. Im Zuge dieser Bewegungen hatten schwedische Soldaten in den Mildstedter Tannen Schanzen errichtet, die sich an der heutigen Ostenfelder Landstraße befinden. Am 31. Januar 1713 drängten russische Truppen dann das schwedische Heer in die zu Holstein-Gottorf gehörende Festung Tönning. Dort wurde Magnus Stenbock im Februar 1713 mit 11.000 Mann von einer Übermacht dänischer, russischer und sächsischer Truppen eingeschlossen und nach dreimonatiger Belagerung am 16. Mai 1713 zur Kapitulation gezwungen.
Nach dem Deutsch-Dänischen Krieg 1864 und der Gründung der preußischen Provinz Schleswig-Holstein im Jahr 1866 wurde aus dem Gebiet des Kirchspiels Mildstedt eine Kirchspielslandgemeinde gebildet: Sie umfasste die neun Dorfschaften Ipernstedt, Mildstedt, Oldersbek, Osterhusum, Rantrum, Rosendahl, Nordhusum, Rödemis und Südermarsch.
Die Dorfschaft Nordhusum wurde 1929 nach Husum eingemeindet. Am 1. April 1934 folgte eine Auflösung der Kirchspielslandgemeinden, und die nunmehr acht Dorfschaften bildeten eigenständige Landgemeinden. Die Gemeinden Osterhusum und Rödemis wurden 1938 nach Husum eingemeindet und am 1. Juli 1974 Ipernstedt nach Rantrum. Bereits am 1. Februar 1974 wurde Rosendahl in die Gemeinde Mildstedt eingegliedert.

## Politik

### Gemeindevertretung
Bei der Kommunalwahl am 14. Mai 2023 wurden insgesamt 17 Sitze vergeben. Von diesen erhielten die SPD und die CDU sechs Sitze, die Aktive Wählergemeinschaft Mildstedt vier Sitze und die FDP einen Sitz.

### Bürgermeister
Der Bürgermeister von Mildstedt ist Rolf Riebesell (SPD).

### Wappen
Blasonierung: „In Gold über zwei blauen Wellenbalken ein mit der Spitze nach vorn weisendes rotes Pflugeisen, durch das ein schrägliegender, aufrechter roter Pflugstock gesteckt ist.“

## Kultur und Sehenswürdigkeiten

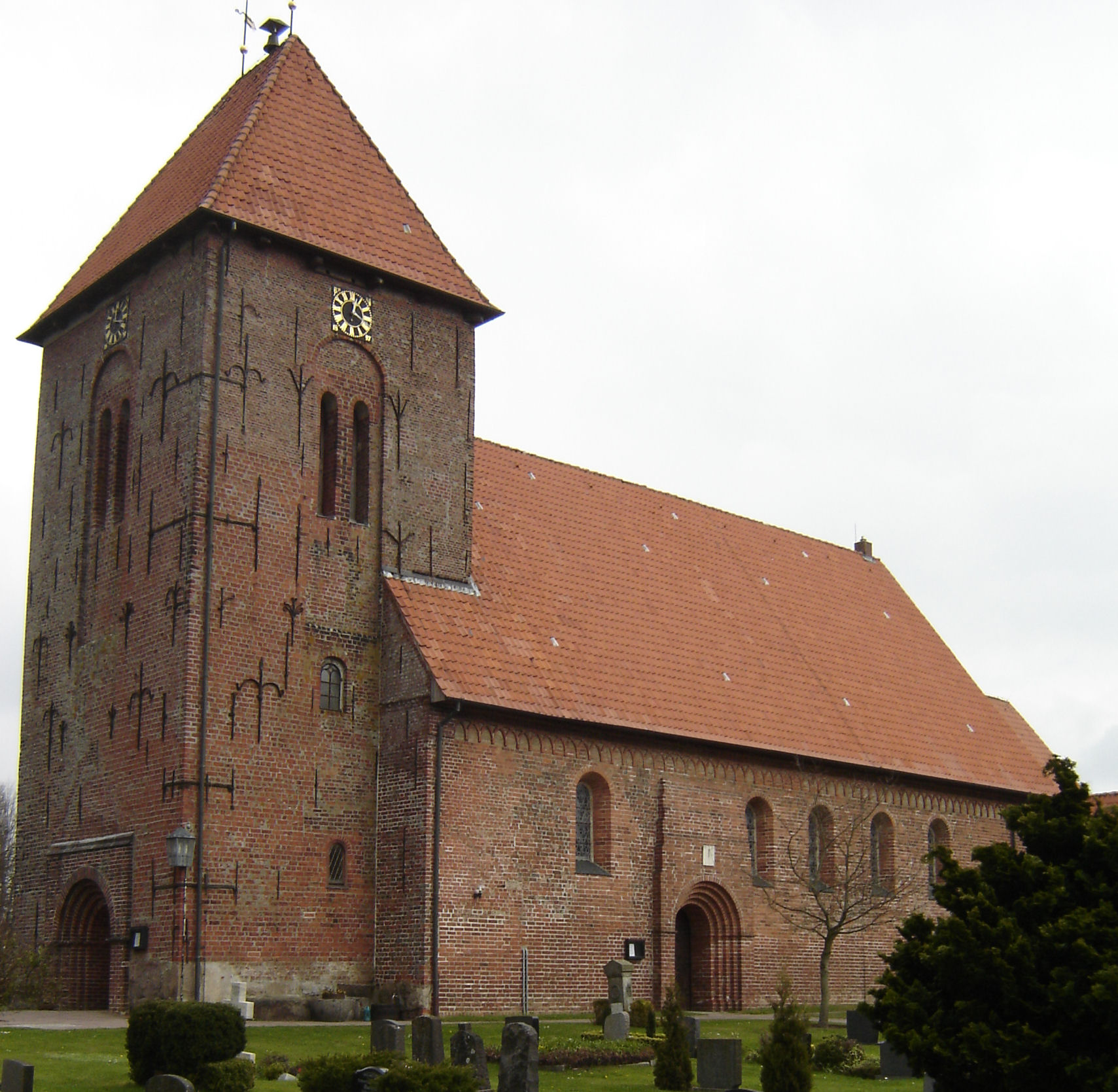
Mildstedt, St.-Lamberti-Kirche (2012)

In der Liste der Kulturdenkmale in Mildstedt stehen die in der Denkmalliste des Landes Schleswig-Holstein eingetragenen Kulturdenkmale.
Guttempler-Museum
Das Guttempler-Museum in Mildstedt stellt die Geschichte der Guttempler dar und ist das einzige Guttempler-Museum in Deutschland. Weltweit gibt es nur in Boston ein weiteres Museum dieser Art.
Karneval
Neben Marne gilt Mildstedt als Karnevalshochburg in Schleswig-Holstein. Ab Im Jahre 1965 veranstaltete der Festausschuss des Turn- und Sportvereins Mildstedt von 1964 e. V. jährlich zur Karnevalszeit Kostümfeste mit mehreren Hundert Teilnehmern. Zwar erwiesen sich die rauen nordfriesischen Wetterverhältnisse als ungeeignet für einen Rosenmontagsumzug, so dass der Verein den Umzug nach 1967 wieder abschaffte, aber dafür kommen heute Närrinnen und Narren aus ganz Schleswig-Holstein und Hamburg angereist, um unter dem Motto Karneval in MIRO an Faschingspartys teilzunehmen. In den Anfangsjahren in Carstens Gasthof und später in der Gaststätte Dornbusch organisiert in jüngster Zeit der 2001 eigens gegründete Karnevalsverein MIRO (Mildstedt Rosendahl) die Feste in der Mildauhalle, wo zugunsten der Jugendarbeit des TSV Mildstedt bis zu 800 Karnevalisten feiern.
TSV Mildstedt
Der größte Sportverein der Gemeinde ist der TSV Mildstedt, der in den Sparten Badminton, Bogensport, Faustball, Gymnastik, Handball, Leichtathletik mit Triathlon, Tanzsport, Tennis, Tischtennis, Turnen und Volleyball aktiv ist. Aushängeschild ist die Handballabteilung. Gegründet wurde der Verein am 5. Oktober 1964 nach drei fehlgeschlagenen Anläufen, zuerst um 1930, damals mit Boßeln, dann 1945–1948 und nochmals 1960. Im Anfangsstadium 1964 boten die 19 Gründungsmitglieder die vier Sparten Handball, Tischtennis, Gymnastik und Korbball sowie Völkerball an, ein Jahr später kam Leichtathletik hinzu, 1967 Faustball und Badminton. Als Vereinslokal diente bis 1968 die Gastwirtschaft von H. H. Carstens und bis 1973 das Dornbusch, danach fand man ein neues Sportheim. Heute werden die Anlagen der Mildauhalle, des Sportplatzes Langsteeven, in Husum des Jahn-Sportplatzes, der Bürgerschule, für Triathlon des Husum-Bades und für Wassergymnastik der TSBW Schwimmhalle sowie weitere Einrichtungen genutzt.

## Wirtschaft

### Allgemeine Wirtschaftsstruktur / Unternehmen
In der ursprünglich landwirtschaftlich geprägten Gemeinde gewinnt durch die Nähe zu Husum die Wohnnutzung mehr und mehr an Bedeutung.
Bedeutendes Unternehmen ist der Baustoffhandel C. G. Christiansen GmbH & Co.

### Verkehr

#### Motorisierter Individualverkehr
Westlich der Gemeinde verläuft die Bundesstraße 5 im Verlauf der Umgehungsstraße Husum östlich des Siedlungsbereichs Rödemis durch das Gebiet der nordfriesischen Kreisstadt. An den Abfahrten Rödemis/Mildstedt und Dreimühlen bestehen höhenfreie Übergänge zum weiteren kommunalen/regionalen Straßennetz, welches die Gemeinde anbindet.

#### Öffentlicher Personennahverkehr
Die mittlerweile stillgelegte Bahnstrecke Rendsburg–Husum führte ursprünglich direkt am nördlichen Siedlungsbereich durch die Gemeinde. Heute ist die Gemeinde im ÖPNV an das Stadtbusnetz HusumBus des Unternehmens Autokraft im Nahverkehrsverbund Schleswig-Holstein nach Husum angebunden. Die Gemeinde wird werktags planmäßig im Stundentakt von der Linie 7 angefahren, sonntags besteht ein Rufbussystem, welches sternförmig die Zentralhaltestelle Husum (Nordsee) ZOB anfährt. Diese befindet sich fußläufig zum Bahnhof in Husum an der Marschbahn. Es ist ansonsten dort auch ein Umsteigen mit Weiterfahrt in der Linie 5 Richtung Norderschlag (nur 1 Station) möglich. Die Taktknoten vom ZOB und dem Bahnhof (letzterer zur Minute 30) sind miteinander zeitlich großzügig koordiniert.